# Ergebnisse der Kommunalwahlen in Schwedt/Oder
- Linke: 4
- SPD: 11
- Grüne: 2
- FPA: 1
- UBG: 1
- BVB/FW: 2
- FDP: 2
- CDU: 4
- AfD: 5

In den folgenden Listen werden die Ergebnisse der Kommunalwahlen in Schwedt/Oder aufgelistet. Es werden die Ergebnisse der Wahlen zur Stadtverordnetenversammlung ab 1990 angegeben.
Das Feld der Partei, die bei der jeweiligen Wahl die meisten Stimmen bzw. Sitze erhalten hat, ist farblich gekennzeichnet.

## Parteien
- AfD: Alternative für Deutschland
- B’90/Grüne: Bündnis 90/Die Grünen → Grüne
  - 1990: Grüne, Neues Forum und Demokratie Jetzt zusammen.
  - 1993: Grüne
- CDU: Christlich Demokratische Union Deutschlands
  - 1990: CDU der DDR
- FDP: Freie Demokratische Partei
- FPA: Freiparlamentarische Allianz
- Grüne: Bündnis 90/Die Grünen
- Linke: Die Linke (ab 2008)
- NPD: Nationaldemokratische Partei Deutschlands
- PDS: Partei des Demokratischen Sozialismus (bis 2003)
- SPD: Sozialdemokratische Partei Deutschlands
  - 1990: SPD der DDR

## Wählergruppen
- BVB/FW: Brandenburger Vereinigte Bürgerbewegungen/Freie Wähler
- BfS: Bürgerinitiative für Schwedt
- BuLi: Bunte Liste Schwedt
- UBG: Unabhängige Bürgergemeinschaft
- 50Plus: 50Plus Das Generationen-Bündnis

## Abkürzungen
- Sonst.: Sonstige
- Wbt.: Wahlbeteiligung

## Wahlen zur Stadtverordnetenversammlung
Stimmenanteile der Parteien in Prozent
| Jahr | Wbt. | SPD  | Linke | CDU  | FDP | Grüne | AfD  | BVB/FW | NPD | BfS  | UBG | FPA | BuLi | 50Plus | Sonst. |
| ---- | ---- | ---- | ----- | ---- | --- | ----- | ---- | ------ | --- | ---- | --- | --- | ---- | ------ | ------ |
| 1990 | 61,4 | 30,8 | 23,7  | 20,6 | 3,5 | 13,4  |      |        |     |      |     |     |      |        | 8,0    |
| 1993 | 48,5 | 44,3 | 24,8  | 12,7 | 7,9 | 10,2  |      |        |     |      |     |     |      |        |        |
| 1998 | 73,6 | 47,8 | 23,7  | 15,1 | 7,2 | 6,2   |      |        |     |      |     |     |      |        |        |
| 2003 | 39,1 | 29,1 | 21,2  | 20,9 | 9,5 | 3,5   |      |        |     | 12,3 | 1,7 |     |      |        | 1,8    |
| 2008 | 40,6 | 35,8 | 23,0  | 13,2 | 8,9 | 3,7   |      |        |     | 5,0  | 3,4 |     | 1,6  | 5,3    |        |
| 2014 | 34,4 | 45,0 | 17,3  | 14,6 | 9,3 | 3,5   |      |        | 3,4 | 3,3  | 2,0 |     | 1,6  |        |        |
| 2019 | 47,8 | 33,9 | 12,2  | 13,6 | 7,0 | 4,7   | 16,3 | 5,6    | 1,0 |      | 1,6 | 2,9 | 1,3  |        |        |

Sitzverteilung
| Jahr | Gesamt | SPD | Linke | CDU | FDP | Grüne | AfD | BVB/FW | NPD | BfS | UBG | FPA | BuLi | 50Plus | Sonst. |
| ---- | ------ | --- | ----- | --- | --- | ----- | --- | ------ | --- | --- | --- | --- | ---- | ------ | ------ |
| 1990 | 61     | 19  | 14    | 14  | 2   | 8     |     |        |     |     |     |     |      |        | 4      |
| 1993 | 40     | 18  | 10    | 5   | 3   | 4     |     |        |     |     |     |     |      |        |        |
| 1998 | 40     | 19  | 10    | 6   | 3   | 2     |     |        |     |     |     |     |      |        |        |
| 2003 | 36     | 11  | 8     | 8   | 3   | 1     |     |        |     | 4   | 1   |     |      |        |        |
| 2008 | 36     | 13  | 8     | 5   | 3   | 1     |     |        |     | 2   | 1   |     | 1    | 2      |        |
| 2014 | 32     | 14  | 5     | 5   | 3   | 1     |     |        | 1   | 1   | 1   |     | 1    |        |        |
| 2019 | 32     | 11  | 4     | 4   | 2   | 2     | 5   | 2      |     |     | 1   | 1   |      |        |        |